# مسجد ابوفاضلی
مسجدابوفاضلی مربوط به دوره قاجار است و در بابل، خیابان امام خمینی، کوچه داوودی، محله مرادبیک واقع شده و این اثر در تاریخ ۱۱ مرداد ۱۳۸۴ با شمارهٔ ثبت ۱۲۵۵۷ به‌عنوان یکی از آثار ملی ایران به ثبت رسیده است.